# 秋田県道276号下開清水線
秋田県道276号下開清水線（あきたけんどう276ごう しもびらきしみずせん）は、秋田県雄勝郡羽後町を通る一般県道である。

## 概要
雄勝郡羽後町字大久保の県道57号交点から雄物川の西を南下し、大久保集落、三輪集落を通り国道398号交点に至る。

### 路線データ
- 総延長 : 4.943 km[2]
- 実延長 : 4.943 km[2]
- 起点 : 秋田県雄勝郡羽後町字大久保668番（秋田県道57号十文字羽後鳥海線交点）[3]北緯39度13分33.14秒 東経140度25分52.14秒
- 終点 : 秋田県雄勝郡羽後町字清水川39番地先（柳田橋交差点、国道398号交点）[3]北緯39度11分20.16秒 東経140度26分48.77秒
- 未供用区間 : なし[2]

## 歴史
- 1973年（昭和48年）3月1日 - 秋田県道に認定される[3]。

## 路線状況

### 冬期閉鎖区間
- なし[4]

### 交通不能区間
- なし[5]

## 地理

### 交差する道路
| 施設名       | 接続路線名                   | 備考 | 所在地               |
| ------------ | ---------------------------- | ---- | -------------------- |
|              | 秋田県道57号十文字羽後鳥海線 | 起点 | 雄勝郡羽後町字大久保 |
| 柳田橋交差点 | 国道398号                    | 終点 | 雄勝郡羽後町字清水川 |

### 沿線の施設など
- 雄物川
- 羽後町立三輪中学校
- 三輪郵便局